# Guillaume Le Floch
Guillaume Le Floch (Saint-Brieuc, 16 febbraio 1985) è un ciclista su strada francese che corre per il team dilettantistico Vélo Club Quintinais. È stato professionista dal 2007 al 2011, e ha partecipato a due edizioni del Giro d'Italia.

## Carriera
Da dilettante Le Floch vinse una tappa alla Kreiz Breizh nel 2005 e una tappa al Tour de la Nouvelle-Calédonie nel 2006. Passato professionista nel 2007 tra le file della Bretagne-Armor Lux di Ronan Pensec, vinse nella prima stagione il Circuit du Morbihan. Nel 2009 passò al team Bbox Bouygues Telecom di Jean-René Bernaudeau: militò in questa squadra fino a tutto il 2011, partecipando a due edizioni del Giro d'Italia. Dal 2012 gareggia per formazioni dilettantistiche francesi.

## Palmarès
- 2005

2ª tappa, 1ª semitappa Kreiz Breizh (Callac > Callac)
- 2006

5ª tappa Tour de la Nouvelle-Calédonie (Kouaoua > Ponérihouen)
- 2007

Circuit du Morbihan

## Piazzamenti

### Grandi Giri
- Giro d'Italia

2009: 129º
2010: 110º